# The Stronger Mind (film, 1915)
Pour les articles homonymes, voir The Stronger Mind.
The Stronger Mind est un film muet américain réalisé par Joseph De Grasse et sorti en 1915.

## Fiche technique
- Réalisation : Joseph De Grasse
- Durée : 2 bobines[1]
- Date de sortie :  États-Unis : 15 mai 1915

## Distribution
- Murdock MacQuarrie
- Pauline Bush
- Lon Chaney